# 海王星大道車站
海王星大道車站是紐約地鐵IND卡爾弗線的一個地鐵站，位於布魯克林康尼島海王星大道及西6街交界，設有F線（任何時候停站）列車服務。

## 車站結構
| P 月台層 | 北行               | 往牙買加-179街（X大道）                    |
| P 月台層 | 島式月台，左側開門 |                                            |
| P 月台層 | 南行               | 往康尼島-斯提威爾大道（西八街-紐約水族館） |
| M        | 夾層               | 往出入口、車站詢問處、MetroCard自動售票機  |
| G        | 街道層             | 出入口                                     |

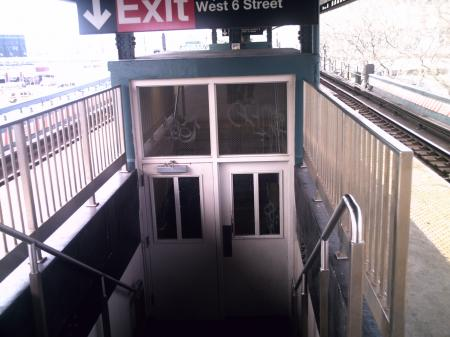
月台往夾層入口

此高架車站在1920年5月1日啟用，並在2001至2004年康尼島-斯提威爾大道重建時順道翻新。此站設有一個島式月台和兩條軌道。

## 外部連結
- nycsubway.org—BMT Culver Line: Neptune Avenue
- Station Reporter — F Train
- The Subway Nut — Neptune Avenue Pictures （页面存档备份，存于）
- MTA's Arts For Transit — Neptune Avenue (IND Culver Line)
- Entrance from Google Maps Street View
- Platform from Google Maps Street View